# Hautefeuille
Hautefeuille is een gemeente in het Franse departement Seine-et-Marne (regio Île-de-France) en telt 207 inwoners (1999). De plaats maakt deel uit van het arrondissement Provins.

## Geografie
De oppervlakte van Hautefeuille bedraagt 10,0 km², de bevolkingsdichtheid is 20,7 inwoners per km².
De onderstaande kaart toont de ligging van Hautefeuille met de belangrijkste infrastructuur en aangrenzende gemeenten.

## Demografie
Onderstaande figuur toont het verloop van het inwonertal (bron: INSEE-tellingen).